# José Roberto Postali Parra
José Roberto Postali Parra (São Paulo, 9 de outubro de 1944) é um agrônomo, pesquisador e professor universitário brasileiro.
Comendador e Grande oficial da Ordem Nacional do Mérito Científico, membro titular da Academia Brasileira de Ciências, José Roberto é professor aposentado e livre-docente da Universidade de São Paulo.

## Biografia
José Roberto nasceu em 1944. Seu interesse pela ciência e pela entomologia surgiu quando ainda cursava o antigo científico, com ênfase nas ciências exatas e naturais. Por gostar muito de biologia, pensara em ser médico. Nesta época, José Roberto morava em Campinas e era vizinho do Instituto Agronômico da cidade. Em seu último ano do curso científico, a escola fez uma excursão à Escola Superior de Agricultura Luiz de Queiroz, o que o levou a se interessar pela agronomia.
Assim que se formou no ensino médio, José Roberto fez cursinho e prestou o vestibular para o curso de agronomia em 1964, com a ideia de trabalhar no Instituto Agronômico de Campinas. Estudando em Piracicaba, sempre que voltava a Campinas ele visitava o instituto. Em seu segundo ano, começou a trabalhar com entomologia. Foi bolsista de iniciação científica do CNPq e se formou em 1968.

## Carreira
Sua carreira como pesquisador começou no Instituto Agronômico de Campinas em 1969, após abertura de concurso público, onde ficou até 1974, quando fora contratado pelo Departamento de Entomologia da Escola Superior de Agricultura Luiz de Queiroz (ESALQ), da Universidade de São Paulo, onde permanece até hoje. Em 1972 defendeu mestrado em entomologia e em 1975 defendeu o doutorado na mesma área.
Sua pesquisa começou inicialmente com a a resistência de plantas a insetos, com a broca-do-algodoeiro, Eutinobothrus brasiliensis. Acabou deixando a entomolgia para trabalhar com climatologia no IAC ao estudar a influência dos fatores climáticos no desenvolvimento de insetos. Depois de seu doutorado, José Roberto partiu para os Estados Unidos, onde fez estágio de pós-doutorado entre 1977 e 1978, na Universidade de Illinois.
No seu retorno ao Brasil, sua pesquisa migrou para o controle biológico. Seu trabalho em estudar dietas artificiais para insetos para o controle biológico é pioneira no país. No final de 2014, ao completar 70 anos, José Roberto aposentou-se compulsoriamente da Escola Superior de Agricultura Luiz de Queiroz (Esalq), unidade da Universidade de São Paulo (USP) em Piracicaba da qual fora diretor, porém continua como professor sênior.
É atualmente professor do departamento de Entomologia e Acarologia da Escola Superior de Agricultura Luiz de Queiroz.
Em 2020, com o objetivo de oferecer alternativas sustentáveis ao uso de agrotóxicos na agricultura, foi inaugurado um centro de controle biológico inédito no Brasil, o SPARCBio, com um investimento previsto de R$ 40 milhões, na Escola Superior de Agricultura Luiz de Queiroz (Esalq/USP), em Piracicaba. Sob a direção de José Roberto, o projeto é uma parceria da FAPESP com a Koppert Biological Systems. O SPARCBio reunirá parcerias entre instituições e empresas do Brasil, Estados Unidos, França, Holanda e Dinamarca.